# زاسنبورگ (تریانگل)
زاسنبورگ (به آلمانی: Triangel) یک منطقهٔ مسکونی در آلمان است که در زاسنبورگ واقع شده‌است. زاسنبورگ ۲٬۲۱۰ نفر جمعیت دارد.